# Cossos cetònics

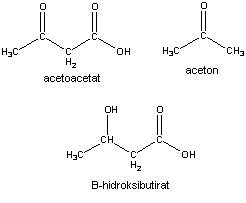
Estructura química dels diferents cossos cetònics: acetoacetat, acetat i D-β-hidroxibutirat

Els cossos cetònics són composts de quatre àtoms de carboni de caràcter àcid, solubles en aigua i que se sintetitzen en el fetge.
Reben el nom de cossos cetònics l'acetocetat, el D-β-hidroxibutirat, que són àcids, i l'acetat, que és una cetona. Aquests es formen a partir de l'acetil CoA quan predominen els processos de degradació d'àcids grassos, al mitocondri hepàtic.

Reaccions de síntesi dels cossos cetònics

## Formació dels cossos cetònics: cetogènesi
L'acetil CoA que es genera mitjançant l'oxidació dels àcids grassos només entra en el cicle de l'àcid cítric si hi ha un equilibri adequat entre la degradació de greixos i glúcids. L'acetil CoA s'ha d'unir amb l'oxalacetat per poder incorporar-se al cicle de l'àcid cítric. La disponibilitat d'oxalacetat depèn d'un subministrament adequat de glúcids, ja que es forma a partir de piruvat, que és el producte de la degradació de la glucosa en la glucòlisi. D'aquesta manera, si els glícids no es troben disponibles, o la seva utilització no és òptima, la concentració d'oxalacetat disminueix i l'acetil CoA no pot entrar en el cicle de l'àcid cítric.
En situacions de dejuni o inanició, o quan es pateix de diabetis, l'oxalacetat es consumeix per a formar glucosa mitjançant la ruta gluconeogènica i, per tant, no està disponible per a la condensació amb acetil CoA. En aquestes condicions és quan l'acetil CoA es desvia per a formar acetoacetat i D-β-hidroxibutirat. Tots els enzims implicats en el procés de formació de cossos cetònics, anomenat cetogènesi, són enzims mitocondrials.
L'acetoacetat es forma a partir de l'acetil CoA en tres etapes. Dues molècules d'acetil CoA es condensen per a formar acetoacetil CoA. Aquesta reacció, catalitzada per la tiolasa, és inversa a l'etapa de la tiòlisi en l'oxidació dels àcids grassos. A continuació, l'acetoacetil CoA reacciona amb acetil CoA i aigua, i s'obté 3-hidroxi-3-metilglutaril CoA (HMG CoA) i CoA. Aquesta condensació s'assembla a la catalitzada per la citrat-sintasa. Aquesta reacció, que presenta un equilibri favorable a causa de la hidròlisi d'un enllaç tioèster, compensa l'equilibri desfavorable per a la formació d'acetoacetil CoA. Després, el 3-hidroxi-3-metilglutaril CoA s'escindeix en acetil CoA i acetoacetat. La suma d'aquestes reaccions equival a:
2 acetil CoA + aigua ---- acetoacetat + 2 CoA + H+
El D-3-hidroxibutirat es forma a la matriu mitocondrial mitjançant la reducció de l'acetoacetat en una reacció catalitzada per la D- β-hidroxibutirat-deshidrogenasa. La proporció entre hidroxibutirat i acetoacetat depèn de la raó NADH/NAD+ a l'interior del mitocondri. L'acetoacetat, com a 3-oxoàcid, també experimenta una descarboxilació, lenta i espontània, a acetona. En l'alè d'una persona que té un nivell alt d'acetoacetat a la sang es pot detectar l'olor d'acetona.

## Funció com a carburant metabòlic
Els cossos cetònics poden ser emprats com a font d'energia en determinats teixits i situacions fisiològiques concretes.
El principal lloc de producció d'acetoacetat i de β -hidroxibutirat és el fetge, però aquest no és capaç d'utilitzar-los com a combustible, ja que l'enzim succinil cetoàcid CoA transferasa no es troba present en el teixit hepàtic. Aquestes substàncies es difonen des dels mitocondris del fetge fins a la sang per a ser transportades als teixits perifèrics, que si que contenen l'enzim esmentat anteriorment. L'acetoacetat i el β-hidroxibutirat són combustibles normals en la respiració i són una font d'energia quantitativament important. De fet, el múscul cardíac i el còrtex renal fan servir acetoacetat, més que no pas glucosa. En canvi, la glucosa és el principal combustible del cervell i dels glòbuls vermells en persones amb una dieta completa. Malgrat això, el cervell s'adapta a la utilització d'acetoacetat en situacions de dejuni i de diabetis. De fet els cossos cetònics cobreixen el 75% de les necessitats de combustible del cervell en condicions de dejuni prolongat. L'acetoacetat es converteix en acetil CoA en dues etapes. En primer lloc, l'acetoacetat s'activa mitjançant la transferència de CoA a partir de succinil CoA en una reacció catalitzada per una CoA-tranferasa específica. EN segon lloc, l'acetoacetil CoA és tallat per la tiolasa i produeix dues molècules d'acetil CoA, les quals es poden incorporar aleshores al cicle de l'àcid cítric. El fetge conté acetoacetat disponible per a proporcionar els altres òrgans, ja que no disposa d'aquesta CoA-transferasa concreta. El β-hidroxibutirat requereix una etapa addicional per donar com a producte acetil CoA. Inicialment s'oxida per a produir acetoacetat, que es processa segons el que s'ha descrit, i també NADH, que es farà servir en el procés de fosforilació oxidativa.

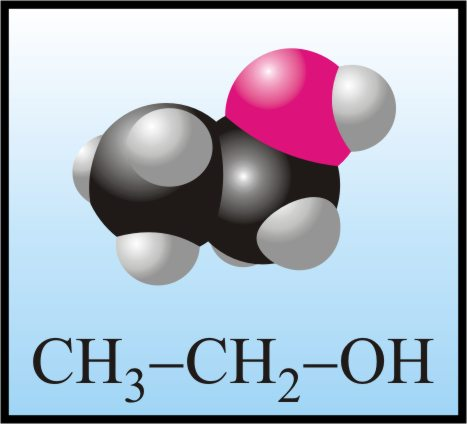
Molècula d'etanol.

## Els cossos cetònics en la metabolització de l'etanol
L'etanol no pot ser excretat i per això s'ha de metabolitzar, tasca que es duu a terme fonamentalment al fetge. Aquest procés de metabolització es fa per mitjà de dues vies diferents i els cossos cetònics estan implicats en totes dues rutes metabòliques. La primera via comprèn dues etapes; la primera és catalitzada per l'enzim alcohol deshidrogenasa i la segona per l'enzim aldehid deshidrogenasa. És en aquesta segona via en què s'obtenen com a productes cossos cetònics, en concret aquells formats per acetat.
Primera etapa:
CH₃CH₂OH (etanol) + NAD →CH₃CHO (acetat) + NADH + H+
Segona etapa:
CH3CHO (acetaldehid) + NAD+ + H₂O 	→ CH3COO- (acetat) + NADH + H+
La segona via del metabolisme de l'etanol s'anomena sistema microsòmic d'oxidació de l'etanol (MEOS, "microsomal ethanol-oxidizing system") i és una via induïda pel mateix etanol. Aquesta via, que depèn del citocrom P450, genera acetaldehid i, després, acetat, alhora que oxida el poder reductor biosintètic, el NADPH, a NADP+. Com que es consumeix oxigen, en aquesta via es generen radicals lliures de l'oxigen; es tracta de substàncies molt reactives i inestables que poden afectar el bon funcionament dels teixits. A més, el consum de NADPH en el sistema provoca que l'antioxidant glutatió no es pugui regenerar i que s'agreugi l'estrès oxidatiu.
Els altres metabòlits produeixen efectes diversos. Els mitocondris del fetge poden convertir l'acetat en acetil CoA mitjançant una reacció química que requereix ATP. L'enzim que catalitza aquesta reacció és la tiocinasa, que normalment activa els àcids grassos de cadena curta.
Acetat + coenzim A ----	 acetil CoA + AMP + PPi
PPi ----	2 Pi 
Tanmateix, el processament subsegüent de l'acetil CoA pel cicle de l'àcid cítric queda blocat, perquè el NADH inhibeix dos enzims reguladors de gran importància: la isocitrat deshidrogenasa i la 2-oxoglutarat deshidrogenasa. L'acumulació d'acetil CoA té diverses conseqüències. En primer lloc la formació de cossos cetònics que s'alliberen a la sang, la qual cosa empitjora la condició àcida que ja era present com a resultat del l'alta concentració de lactat. El processament de l'acetat en el fetge esdevé ineficient, i això provoca un augment d'acetaldehid. Aquest compost és molt reactiu i forma enllaços covalents amb molts grups funcionals importants de les proteïnes, cosa que altera la funció proteica. Si es consumeix molt d'etanol durant un període llarg de temps, l'acetaldehid pot perjudicar el fetge de forma irreversible, i, en darrera instància, portar a la mort de l'individu.

## Implicacions clíniques
Un nivell elevat de cossos cetònics a la sang, com a resultat d'alguns estats patològics, pot fer perillar la vida de l'individu. La més comuna d'aquestes situacions és la cetoacidosi diabètica en pacients amb diabetis mellitus dependent d'insulina.
L'absència d'insulina determina dues conseqüències bioquímiques importants. En primer lloc, el fetge no pot portar a terme l'absorció de glucosa i, per tant, no pot proporcionar oxalacetat per a processar l'acetil CoA derivat dels àcids grassos. En segon lloc, els adipòcits continuen alliberant al flux sanguini àcids grassos que el fetge capta i transforma en cossos cetònics. Així doncs, el fetge produeix una gran quantitat de cossos cetònics, que constitueixen àcids moderadament forts. El resultat d'això és el que s'anomena una acidosi metabòlica greu. La disminució del pH provoca deficiències en la funcionalitat dels teixits, especialment en el cas del sistema nerviós.
En aquestes condicions, l'organisme reacciona augmentant l'excreció simultània de cations, amb l'objectiu de mantenir l'equilibri d'electròlits, i d'aigua per a mantenir l'osmolaritat igual. Això pot produir deshidratacions i pèrdues electrolítiques que, en casos extrems, poden arribar a produir un col·lapse.

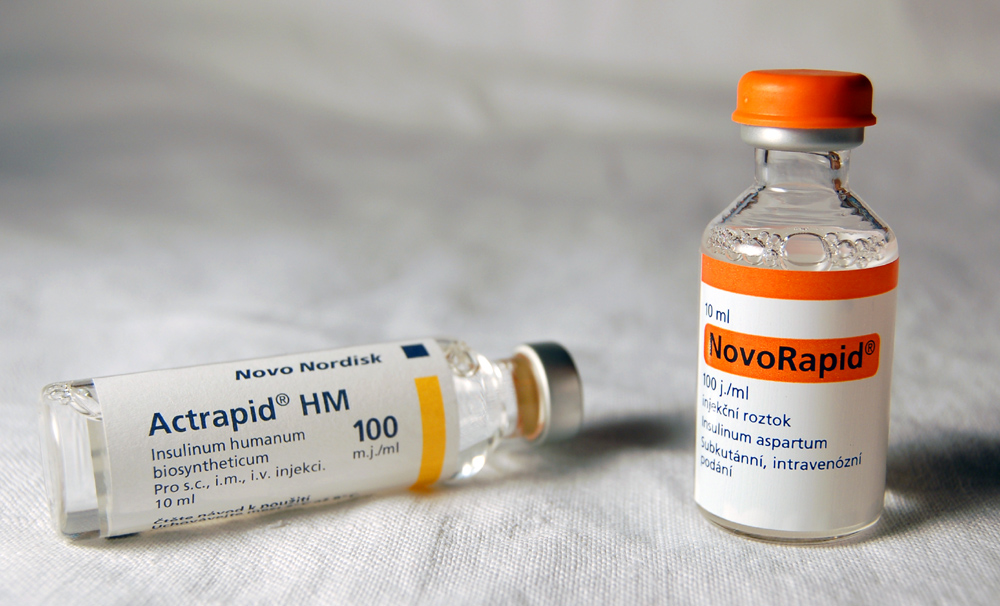
Insulina sintètica emprada en el tractament de la diabetis.

### Cetoacidosi com a complicació de la Diabetis Mellitus dependent d'insulina
Aquests pacients són incapaços de produir insulina, una hormona que, en condicions normals, s'allibera després dels àpats i senyalitza les cèl·lules de determinats teixits per tal que internalitzin la glucosa en sang. A més a més, redueix la mobilització d'àcids grassos a partir del teixit adipós, de manera que quan no hi ha quantitat suficient d'insulina es produeix l'augment d'aquesta.
La presència de cossos cetònics provoca la disminució de l'anió hidrogencarbonat, que actua com a tampó fisiològic; l'equilibri de la dissolució es troba desplaçat cap a la dreta, de manera que augmenta el nombre d'hidrogenions. Per acció del tampó, l'augment dels protons desplaça de nou l'equilibri de la reacció cap a l'esquerra, fent que augmenti la concentració de diòxid de carboni en sang:
CO2 + H2O ↔ H2CO3 ↔ H+ + HCO3-
Aquest augment és detectat per les neurones del bulb raquidi del cervell, on es troba l'anomenat centre respiratori del sistema nerviós, que activa la hiperventilació com a mecanisme de compensació; a través de la mateixa s'elimina l'excés de diòxid de carboni.
Un dels principals símptomes de la cetoacidosi diabètica és l'alè gustatiu, degut a la volatilització de cossos cetònics a nivell dels alvèols.